# Derthona Foot Ball Club 1932-1933
Questa pagina raccoglie le informazioni riguardanti il Derthona Foot Ball Club nelle competizioni ufficiali della stagione 1932-1933.

## Stagione
Nella stagione 1932-1933 il Derthona ha disputato il girone D del campionato di Prima Divisione vincendolo con 36 punti, uno solo in più della coppia composta da Alessandria e Savona.

## Rosa
| N. |                   | Ruolo | Calciatore        |
| -- | ----------------- | ----- | ----------------- |
|    | Italia (bandiera) | P     | Alfredo Sacchi    |
|    | Italia (bandiera) | D     | Giacomo Mangino   |
|    | Italia (bandiera) | D     | Giovanni Chiesa   |
|    | Italia (bandiera) | D     | Natale Muratori   |
|    | Italia (bandiera) | D     | Giovanni Nizzi    |
|    | Italia (bandiera) | D     | Pietro Rolando    |
|    | Italia (bandiera) | C     | Marziano Barbieri |

| N. |                   | Ruolo | Calciatore            |
| -- | ----------------- | ----- | --------------------- |
|    | Italia (bandiera) | C     | Pietro Ferrari        |
|    | Italia (bandiera) | C     | Domenico Taverna (I)) |
|    | Italia (bandiera) | C     | Pietro Taverna (II))  |
|    | Italia (bandiera) | A     | Anversa               |
|    | Italia (bandiera) | A     | Carlo Crotti          |
|    | Italia (bandiera) | A     | Perotti               |
|    | Italia (bandiera) | A     | Luigi Massazza        |